# 努古什河
努古什河是俄羅斯的河流，位於巴什科爾托斯坦共和國，屬於別拉亞河的右支流，河道全長235公里，流域面積3,820平方公里，每年十一月上旬至翌年下旬結冰。

## 外部連結
- On the river Nugush: distance to Nugush, extent, nature

53°04′32″N 55°59′43″E / 53.07556°N 55.99528°E